# هانسونغ بو

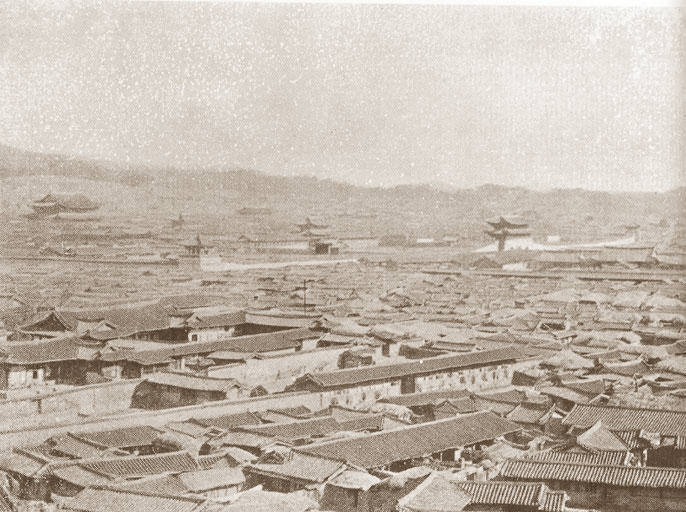

هانسونغ بو (بالهانگل: 한성부 وبالهانجا: 漢城府، ويعني: مكتب هانسونغ) هو أحد المكاتب في عهد مملكة جوسون، والمسؤول عن إدارة العاصمة الكورية آنذاك وهي هانسونغ والتي أصبحت تعرف في وقتنا الحالي باسم مدينة سول.